# Histoire d'Apollonius de Tyr

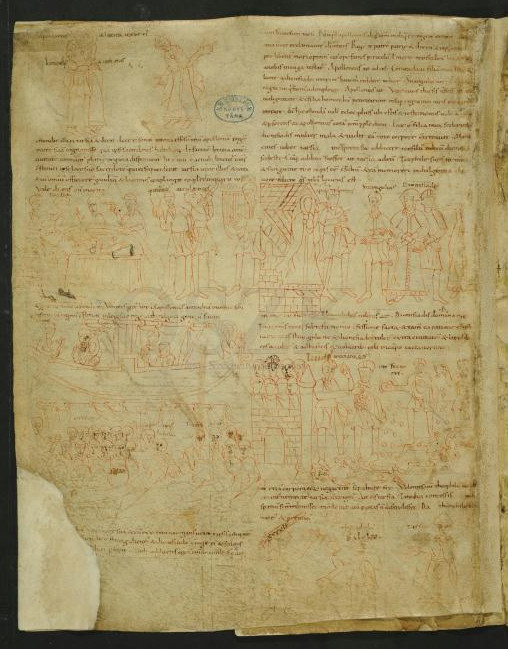
Manuscrit médiéval de l'Histoire d'Apollonius de Tyr, abbaye de Werden, vers l'an mille.

L'Histoire d'Apollonius de Tyr (en latin Historia Apollonii regis Tyri) est un récit d'origine antique, dont la plus ancienne version conservée est en latin, et qui a connu au Moyen Âge et à la Renaissance une grande popularité, faisant l'objet de multiples traductions et adaptations dans plusieurs langues d'Europe. Parmi ces adaptations, on peut citer notamment la pièce de William Shakespeare intitulée Périclès, prince de Tyr, où le nom du personnage principal est modifié.
Le récit a connu de nombreuses versions et altérations de détail. Il existe en latin dans de très nombreux manuscrits médiévaux, dont le plus ancien, conservé à Florence, date du IXe  ou du Xe siècle. Il s'agit à l'origine d'un texte en prose assez court, écrit dans un latin très simple, œuvre sans doute d'un maître d'école de l'Antiquité tardive. L'histoire est fondamentalement païenne, mais le texte que nous avons a été quelque peu christianisé (avec par exemple le mot Dominus pour parler de « Dieu », ou l'intervention d'un ange). Il s'agit sûrement de la traduction-adaptation (peut-être résumée) d'un original grec, qui doit être un roman de l'époque romaine : nous n'en avons pas de témoignage positif, mais l'histoire présente de nombreux points communs, notamment, avec les Éphésiaques de Xénophon d'Éphèse.

## Résumé du récit latin
Antiochus, roi éponyme d'Antioche, a une relation incestueuse avec sa fille. De nombreux prétendants se présentent pour l'épouser, mais il leur propose une énigme réputée insoluble, et s'ils ne peuvent la résoudre, ils sont décapités et leur tête suspendue au-dessus de la porte de la ville. La solution est en fait la révélation de son crime. Apollonius, le jeune roi de Tyr, se présente pour tenter sa chance. Il résout l'énigme, mais Antiochus refuse de le reconnaître. Le roi criminel n'ose toutefois pas faire exécuter le jeune homme et lui laisse un délai de trente jours pour réfléchir à l'énigme. Une fois Apollonius reparti pour Tyr, Antiochus ordonne à son serviteur Taliarchus de se rendre secrètement dans cette ville et de faire assassiner le jeune roi. Cependant Apollonius a percé à jour le dessein d'Antiochus ; il remplit un navire de richesses, et s'enfuit de nuit avec quelques serviteurs. Constatant sa disparition, Taliarchus rentre faire son rapport à Antiochus, qui met la tête du jeune homme à prix.
Apollonius se réfugie à Tarse, où il s'assure la gratitude des habitants, notamment d'un certain Stranguillion, en consacrant ses richesses à mettre fin à une disette. Prévenu que les tueurs d'Antiochus sont à ses trousses, il embarque à destination de la Pentapole de Cyrénaïque, mais une violente tempête éclate et le navire fait naufrage. Jeté nu sur un rivage, Apollonius est recueilli par un pauvre pêcheur. Se rendant dans la ville voisine, où des jeux sont célébrés, il attire l'attention et la sympathie du roi Archistrate par ses qualités d'athlète. Installé comme hôte au palais, le jeune homme noue une idylle avec la fille du roi, qui aboutit à un mariage, puis à une grossesse. Il apprend alors que le roi Antiochus et sa fille ont été foudroyés par Dieu, qu'il n'y a donc plus de danger pour lui, et il décide de regagner Tyr avec sa femme enceinte.
La grossesse vient à terme pendant la traversée, une petite fille naît, mais la jeune mère paraît être morte en couches. Les marins superstitieux ne veulent pas de cadavre  à bord, et la princesse est placée dans un cercueil qui est jeté à la mer. Deux jours après, le coffre est rejeté sur le rivage près d'Éphèse, à proximité de la maison d'un médecin. Ramenée à la vie, car elle n'était pas tout à fait morte, la jeune femme fait connaître sa qualité de princesse et se retire dans le collège des prêtresses de Diane.
Cependant Apollonius, accablé de chagrin, fait détourner le navire vers Tarse, où il confie sa petite fille, qui reçoit le nom de Tarsia, à Stranguillion et à sa femme Dionysias. Lui-même part ensuite pour l'Égypte et des régions lointaines. Quand Tarsia atteint l'âge de quatorze ans, sa nourrice, qui était aussi celle de sa mère, lui révèle sur son lit de mort son origine. Cependant la beauté de Tarsia tranche avec la laideur de Philomusia, fille de Stranguillion et Dionysias, et cette dernière, folle de rage à cause de remarques désobligeantes entendues, ordonne à un esclave, Théophile, de se dissimuler près de la tombe de la nourrice, au bord de la mer, et d'assassiner Tarsia quand elle y passera. Au moment même où la jeune fille supplie Théophile de lui laisser la vie, des pirates surgissent et l'enlèvent. Stranguillion maudit son épouse, apprenant son forfait, mais celle-ci fait croire à la mort de Tarsia et lui fait organiser des funérailles publiques.
Les pirates conduisent Tarsia à Mytilène et la vendent à un tenancier de bordel. Celui-ci fixe un prix pour sa défloration, et un autre bien moindre pour les passes suivantes. Mais chaque fois que des hommes se présentent, le premier étant le roi de l'île, Athénagoras, elle les fait pleurer sur ses malheurs et ils lui donnent une somme d'argent supérieure au prix fixé sans oser la toucher. Finalement, la brillante jeune fille donne des récitals de musique et de poésie au profit du proxénète tout en restant parfaitement vierge.
Pendant ce temps, Apollonius est revenu à Tarse, après quatorze ans d'absence, chercher sa fille. Dionysias, non démentie par son mari, lui fait croire qu'elle est morte et lui montre son tombeau. Désespéré, le roi regagne son navire, et ordonnant à l'équipage de faire voile vers Tyr, s'enferme dans la cale. Une tempête se déchaîne, et le navire égaré se retrouve devant l'île de Mytilène, où les fêtes de Neptune battent leur plein. Le roi donne à l'équipage tout l'argent nécessaire pour y prendre part dignement, mais reste enfermé dans la cale, et interdit qu'on le dérange en menaçant des peines les plus sévères. Le roi Athénagoras, passant sur le port, remarque le navire, qui est le plus magnifiquement décoré, et s'enquiert de son propriétaire. Il veut le faire sortir de la cale, mais n'obtient rien. Il fait alors quérir au bordel la jeune Tarsia et lui dit d'aller dans la cale consoler de ses chants le voyageur désespéré. Ne parvenant pas à le tirer de sa torpeur en chantant, elle lui propose une série d'énigmes, qu'il résout toutes, en l'invitant ensuite à le laisser seul. Désespérée de ne pas pouvoir le toucher, elle se met à pleurer et se plaint de l'amertume de son sort, en évoquant son passé, permettant ainsi à Apollonius de reconnaître en elle sa fille.
Alors qu'Apollonius menace de venger sa fille, le proxénète est arrêté, jugé et brûlé vif. Tarsia est ensuite promise en mariage au roi de l'île, Athénagoras. Apollonius, accompagné des deux fiancés, fait alors voile vers Tyr. En mer, il voit en songe un ange qui lui dit de faire étape à Éphèse, et de se rendre au temple de Diane. Il y retrouve son épouse qui est devenue grande-prêtresse de la déesse. C'est à Éphèse qu'est célébré le mariage d'Athénagoras et de Tarsia. Ensuite, passant par Tarse, ils font arrêter et juger Stranguillion et Dionysias, qui sont lapidés, leurs corps abandonnés aux bêtes sauvages : Théophile est épargné à la demande de Tarsia. Ils vont aussi retrouver le roi Archistrate, qui meurt en laissant la moitié de son royaume à Apollonius et la moitié à Tarsia. Apollonius est ensuite roi de Tyr, d'Antioche et de Cyrène, et conçoit un fils de sa femme.

## Diffusion
La version latine se retrouve intégrée dans plusieurs ouvrages médiévaux, comme le Panthéon de Godefroi de Viterbe (1185), qui contribua beaucoup à sa diffusion, ou le recueil de récits appelé Gesta Romanorum (fin du XIIIe siècle). Il existe une version en vers français dès le XIIe siècle, et d'autre part des épisodes de la légende se retrouvent dans d'autres textes, par exemple la chanson de geste Jourdain de Blaye (fin du XIIe siècle : Oriabel, femme de Jourdain, accouche en mer de sa fille Gaudissette, et il lui arrive la même chose qu'à la femme d'Apollonius). Le Bas Moyen Âge voit aussi des versions en espagnol (Libre de Apolonio en vers, 1200 environ), en allemand (Apollonius von Tyrland, poème en 20 000 vers d'Heinrich von Neustadt, 1400 environ), en italien, en hollandais et en plusieurs autres langues. Il existe deux versions versifiées en grec tardif « romaïque » (fin du XIVe siècle et XVe siècle), mais elles ont été faites à partir du latin ou de l'italien, et n'ont rien à voir avec l'original grec antique dont on n'a aucun témoignage.
L'histoire a connu une fortune particulière en Angleterre : il existe une traduction en prose en vieil anglais datant du XIe siècle, ce qui est remarquable, car c'est un des plus anciens exemples de texte profane en prose dans cette langue. Il y a aussi une version en vers en moyen anglais, et d'autre part l'histoire se trouve dans le huitième livre de la Confessio Amantis de John Gower. Kynge Appolyne of Thyre de Robert Copland (1510) est une traduction anglaise d'une version en moyen français du XVe siècle.

## Édition
- Le Roman d'Apollonius de Tyr, version française du XVe siècle, texte, traduction moderne et commentaire par Michel Zink, coll. Lettres gothiques, Le Livre de Poche, 2006.